# 朴惠蓮
朴惠蓮（韓語：박혜련，1971年—），韓國電視劇編劇。

## 作品

### 電視劇
- 2002年：MBC《男生女生向前走3》
- 2004年：MBC《男生女生向前走5》
- 2006年：SBS《不想獨自一人》
- 2007年：MBC《泡菜乳酪微笑》
- 2007年：SBS《愛情殺手吳水晶》
- 2011年：KBS《Dream High》
- 2013年：SBS《聽見你的聲音》
- 2014年：SBS《皮諾丘》
- 2016年：KBS《Drama Special－Page Turner》
- 2017年：SBS《當你沉睡時》
- 2020年：tvN《Start-Up》
- 2023年：tvN《無人島的DIVA》

### 電影
- 2007年：《熱情如火》

## 獲獎
- 2013年：大韓民國Content大賞－放送產業發展有功大統領表彰（聽見你的聲音）

## 外部連結
- NAVER搜索 （页面存档备份，存于）